# Claude Palardy
Pour les articles homonymes, voir Palardy.
Claude Palardy est un monteur de cinéma et de télévision québécois. Il a également travaillé comme directeur de la photographie sur le film Nuits d'Afrique.

## Filmographie
Comme monteur
- 1990 : La Liberté d'une statue
- 1992 : Scoop (série télévisée)
- 1992 : La Bête de foire
- 1994 : Alys Robi (série télévisée)
- 1995 : La Présence des ombres
- 1996 : Urgence ("Urgence") (série télévisée)
- 1996 : Jasmine (série télévisée)
- 1997 : Lobby (série télévisée)
- 1998 : Les Dessous du crime (Dead End)
- 1998 : Big Bear (feuilleton TV)
- 1998 : Le Cœur au poing
- 1999 : Linked by a Wavelength
- 1999 : L'Île de sable
- 1999 : Elvis Gratton II : Miracle à Memphis
- 1999 : Les Orphelins de Duplessis (feuilleton TV)
- 2000 : Gypsies (série télévisée)
- 2000 : L'Invention de l'amour
- 2001 : 15 février 1839
- 2002 : Le Dernier chapitre: La Suite (feuilleton TV)
- 2002 : Rumeurs (série télévisée)
- 2002 : Station Nord
- 2003 : Regards coupables (Nightlight) (TV)
- 2003 : The Last Chapter II: The War Continues (feuilleton TV)
- 2004 : Elvis Gratton XXX : La Vengeance d'Elvis Wong
- 2005 : Cover Girl (série télévisée)
- 2005 : Maman Last Call
- 2005 : Miss Météo (TV)
- 2006 : François en série (série télévisée)
- 2016 : Les Mauvaises Herbes
- 2019 : Vivre à 100 milles à l'heure de Louis Bélanger
- 2023 : Ru de Charles-Olivier Michaud (en)

Comme directeur de la photographie
- 1990 : Nuits d'Afrique